# Béla Kun
Béla Kun, właśc. Béla Kohn (ur. 20 lutego 1886 w Szilágycseh, zm. 29 sierpnia 1938 w miejscu egzekucji Kommunarka pod Moskwą) – węgierski komunista pochodzenia żydowskiego, przywódca Węgierskiej Republiki Rad (marzec-sierpień 1919), przewodniczący Komitetu Rewolucyjnego Krymu od listopada 1920 do lutego 1921.
Od 1902 należał do Socjaldemokratycznej Partii Węgier. Zmobilizowany do armii austro-węgierskiej podczas I wojny światowej dostał się do niewoli rosyjskiej i w obozie jenieckim wstąpił do partii bolszewickiej. W marcu 1918 stworzył węgierską grupę Rosyjskiej Komunistycznej Partii (bolszewików), a następnie kierował Federacją Zagranicznych Grup Komunistycznych RKP(b).
W listopadzie 1918 powrócił na Węgry, od 24 listopada 1918 przywódca utworzonej wówczas Komunistycznej Partii Węgier. 20 lutego 1919 aresztowany, po utworzeniu 21 marca 1919 rządu przez socjaldemokratów uwolniony. W Węgierskiej Republice Rad, która powstała 21 marca 1919, pełnił funkcję komisarza ludowego spraw zagranicznych i wojskowych, ale jako przywódca węgierskich komunistów był de facto pierwszą osobą w państwie. Węgierska Republika Rad istniała tylko 133 dni, obaliła ją ofensywa wojsk rumuńskich.
Wobec zagrożenia Budapesztu przez ofensywę rumuńską Kun podał się do dymisji i zbiegł samolotem do Austrii, skąd w sierpniu 1920 wyjechał do Rosji Sowieckiej. Był członkiem Rewolucyjnej Rady Wojennej Frontu Południowego Armii Czerwonej podczas ostatniego uderzenia na białą Armię Rosyjską gen. Piotra Wrangla. Po zdobyciu Krymu przez czerwonych Bela Kun został mianowany przewodniczącym lokalnego komitetu rewolucyjnego.
W 1921 skierowany do Niemiec, jeden z organizatorów nieudanego przewrotu komunistycznego w Niemczech w 1921. Od 1921 członek Komitetu Wykonawczego Międzynarodówki Komunistycznej (Kominternu) i przywódca podziemnej Komunistycznej Partii Węgier. W latach 1928–1935 członek prezydium Komitetu Wykonawczego Kominternu - ścisłych władz Międzynarodówki Komunistycznej. Od 1928 mieszkał na stałe w ZSRR, gdzie w okresie „wielkiego terroru” został w 1937 aresztowany przez NKWD, a następnie stracony.

## Młodość, edukacja i działalność w ruchu robotniczym
Urodził się w wielodzietnej rodzinie mieszczańskiej pochodzenia żydowskiego. Wychowywał się w miasteczku Szilágy w Siedmiogrodzie. Rodzina Kuna była uboga, a jego ojciec alkoholik znęcał się nad rodziną, w tym nad małym Bélą. Część ich rodziny wyznawała kalwinizm i nie przywiązywała większej wagi do tradycji narodu żydowskiego, stanowiąc warstwę zasymilowanych Żydów. Po ukończeniu szkoły podstawowej rodzina wysłała go do Zilah, gdzie kontynuował naukę. Po ukończeniu szkoły średniej rozpoczął studia prawnicze, które jednak porzucił, zdając sobie sprawę, że jego pochodzenie utrudnia mu znalezienie pracy w zawodzie.
W 1902 roku wstąpił do Socjaldemokratycznej Partii Węgier. W tym czasie przeprowadził się do miasta Nagyvárad. Pracował w tym czasie jako reporter radykalnej gazety Szabadság oraz nawiązał kontakty z lokalnymi działaczami związków zawodowych. Jego działalność w latach 1907–1912 nie jest bliżej znana, wiadomo, że bezskutecznie próbował utworzyć gazetę o lewicowym charakterze.
W 1913 roku ożenił się z nauczycielką muzyki Ireną Gal.

## I wojna światowa i rewolucja rosyjska
Zmobilizowany do armii austro-węgierskiej podczas I wojny światowej. W 1916 roku dostał się do niewoli rosyjskiej i w obozie jenieckim wstąpił do partii bolszewickiej. Z obozu jenieckiego został zwolniony po rewolucji lutowej i obaleniu caratu w marcu 1917. Pozostał w Tomsku, by uczestniczyć w rewolucji. Został wybrany do lokalnego komitetu SDPRR(b). Po przewrocie bolszewickim (rewolucji październikowej), w styczniu 1918 roku przeniósł się do Piotrogrodu, pracował w gazecie i jako komisarz do spraw propagandy. Z początkiem 1918 partia bolszewicka rozpoczęła grupować swych zagranicznych sympatyków w sekcje narodowe, z których utworzono Federację Zagranicznych Grup Komunistycznych. W marcu 1918 Kun stanął w Moskwie na czele Grupy Węgierskiej Rosyjskiej Komunistycznej Partii (bolszewików), złożonej głównie z byłych jeńców wojennych i rozpoczął agitację wśród byłych jeńców węgierskich w Rosji, w kwietniu zaczął przewodniczyć całej Federacji Zagranicznych Grup Komunistycznych. Brał udział w stłumieniu powstania lewicowych eserowców w lipcu 1918.

## Rewolucja węgierska

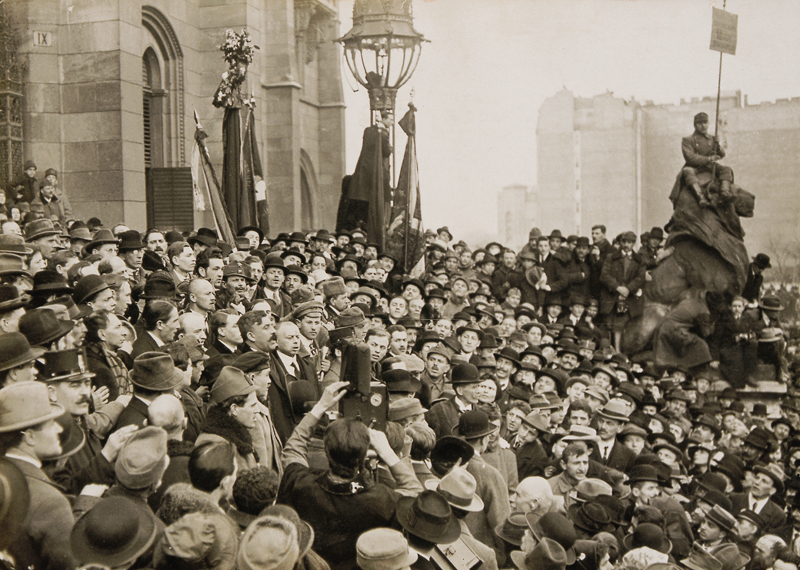
Sándor Garbai i Béla Kun proklamują powstanie Węgierskiej Republiki Rad. 21 marca 1919

Wobec klęski Państw Centralnych w wojnie i rozkładu Austro-Węgier w październiku-listopadzie 1918 sekcja węgierska RKP(b) wysłała na Węgry dwudziestu swych członków, wraz z Kunem. 31 października 1918 w Budapeszcie dokonała się tzw. rewolucja astrów, na której czele stał liberał i pacyfista hr. Mihály Károlyi. Były premier Królestwa Węgier István Tisza, obwiniany za wybuch wojny, został zamordowany przez żołnierzy we własnym domu, zaś funkcję premiera cesarz Karol I (Karol IV jako król Węgier) powierzył 31 października Károlyiemu. 13 listopada 1918 Karol zwolnił swych węgierskich poddanych z przysięgi, 16 listopada 1918 zdominowana przez Socjaldemokratyczną Partia Węgier Węgierska Rada Narodowa proklamowała powstanie Węgierskiej Republiki Ludowej, ogłaszając Károlyiego jej prezydentem, funkcję łączył z urzędem premiera.
Stojący na czele rządu Mihály Károlyi okazał się osobą niepopularną w społeczeństwie. W celu uspokojenia rewolucyjnych nastrojów ogłosił reformę rolną, co nie zadowoliło jednak żądań robotników. 24 listopada 1918 w Budapeszcie została utworzona Komunistyczna Partia Węgier, na której czele stanął Béla Kun. Tegoż dnia zaczął się ukazywać organ KPW Vörös Ujsag, w którym Kun ostro krytykował rząd Karolyiego. Na przełomie 1918/1919 przybyło, wśród masowo powracających do kraju z Rosji jeńców wojennych, ok. 250-300 agitatorów i emisariuszy komunistycznych, bolszewicy wsparli ponadto finansowo Komunistyczną Partię Węgier.
Korzystając z panującego w państwie chaosu, rozpoczął przygotowania do zamachu stanu (wbrew woli Lenina, uważanego za przywódcę ruchu komunistycznego). Działania Kuna przyniosły mu poparcie części umiarkowanego ruchu socjalistycznego, co dało komunistom szansę na budowanie swojej bazy w związkach zawodowych i milicji.
20 lutego 1919 roku komuniści zorganizowali w stolicy gigantyczną manifestację. Manifestacja, której kulminacyjnym momentem było zdemolowanie przez tłum redakcji dziennika Nepszava, organu socjaldemokracji, zakończyła się starciami między demonstrantami a siłami bezpieczeństwa, broniąc budynku gazety zginęło kilku policjantów, w wyniku interwencji policji zginęło osiem osób a około 100 zostało rannych. Rząd obawiając się siłowego przejęcia władzy przez komunistów w nocy dokonał aresztowań liderów komunistycznych. Do aresztu trafił m.in. Béla Kun. Kun i inni więźniowie zostali pobici w areszcie przez policjantów w zemście za śmierć kolegów pod redakcją Nepszava. Informacje o pobiciu aresztowanych wyszły na światło dzienne, co wywołało sympatię opinii publicznej dla poszkodowanych. 1 marca 1919 na polecenie Károlyiego złagodzono wprowadzone po 20 lutego restrykcje wobec partii komunistycznej i zezwolono na odwiedziny zatrzymanych. W konsekwencji kierowali oni z więzienia organizacją partyjną i prowadzili rozmowy polityczne z politykami współrządzącej Węgierską Republiką Ludową partii socjaldemokratycznej.

## Węgierska Republika Rad

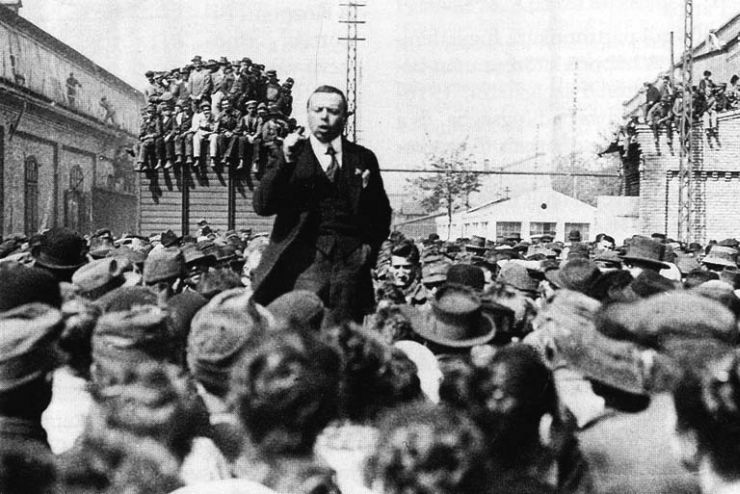
Béla Kun na wiecu w dzielnicy Csepel w 1919 roku

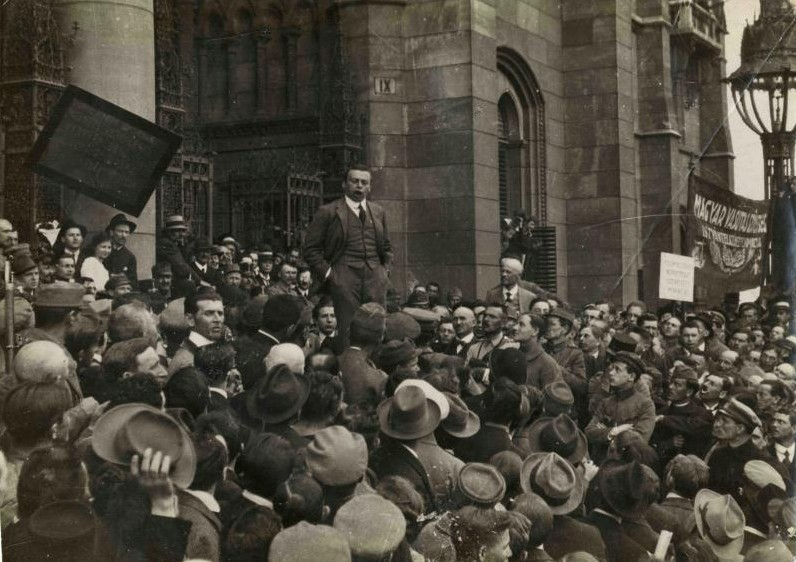
Béla Kun przemawia 7 czerwca 1919 w Koszycach, zajętych przez Węgierską Armię Czerwoną

20 marca 1919 roku przedstawiciel Ententy w Budapeszcie płk. Fernand Vix przedstawił Węgrom notę, zawierającą żądanie dalszego wycofania się wojsk węgierskich w głąb terytorium Węgier - całkowitego z zachodniego Siedmiogrodu i z Rusi Zakarpackiej. Nota stanowiła ultimatum, które miało być przyjęte w ciągu 24 godzin. 21 marca gabinet Dénesa Berinkeya upadł, a prezydent Mihály Károlyi powierzył misję tworzenia nowego rządu dotychczas współrządzącej Socjaldemokratyczna Partii Węgier. Tymczasem socjaldemokraci, prowadzący tajne rozmowy z uwięzionymi komunistami, 21 marca uwolnili przywódców komunistów uwięzionych po próbie puczu 22 lutego i zaproponowali im udział w koalicji rządowej. Również 21 marca 1919 komuniści i radykalni socjaldemokraci, który kontrolowali partię socjaldemokratyczną, połączyli się w jedną partię, pod nazwą Socjalistyczna Partia Węgier (węg. Magyarországi Szocialista Párt). 21 marca 1919 ogłosili usunięcie z urzędu prezydenta Károlyiego i powstanie Węgierskiej Republiki Rad. Károlyi został umieszczony w areszcie domowym. Władzę objęła Rewolucyjna Rada Rządząca, złożona z komisarzy ludowych pod przewodnictwem Sándora Garbai (premiera), dotychczas działacza partii socjaldemokratycznej. Komuniści zadeklarowali pomoc Rosji Sowieckiej w przywróceniu historycznych granic Węgier. Béla Kun, bezpośrednio po uwolnieniu, objął w rządzie teki komisarza spraw zagranicznych i komisarza spraw wojskowych, stając się de facto najważniejszą osobą w państwie.
Rewolucyjna Rada Rządząca wprowadziła ośmiogodzinny dzień pracy, znacjonalizowała banki, zakłady przemysłowe i majątki ziemskie.
Węgierskim rewolucjonistom udało się przenieść falę rewolucyjną na znajdującą się pod wpływami Węgier Słowację. Tamtejsi komuniści wsparci przez Węgrów utworzyli państwo o nazwie Słowacka Republika Rad.
Reforma rolna nie przebiegła tak, jak chcieli tego chłopi – rząd odmówił dystrybucji ziemi pośród nich. Kryzys związany z reformą doprowadził do zamieszek antyrządowych. Kun zareagował na nie użyciem siły, wysyłając przeciwko protestującym oddziały paramilitarne znane jako Chłopcy Lenina. Tak zwany czerwony terror na Węgrzech miał jednak relatywnie małą skalę i nie był zjawiskiem podobnym w skali do tego prowadzonego w Rosji.
Kres Węgierskiej Republice Rad położyła interwencja wojsk rumuńskich. Przyczyną interwencji był sprzeciw Kuna wobec planowanego przez Ententę rozbioru kraju. Rząd WRR nie otrzymał wsparcia bolszewików, stojących wobec ofensywy wojsk Białych w wojnie domowej. 1 sierpnia 1919 roku w sytuacji zbliżających się do Budapesztu wojsk rumuńskich Kun podał się do dymisji i uciekł samolotem do Austrii, a stamtąd wyjechał do Rosji sowieckiej.

## Emigracja, działalność w Kominternie, aresztowanie, śmierć

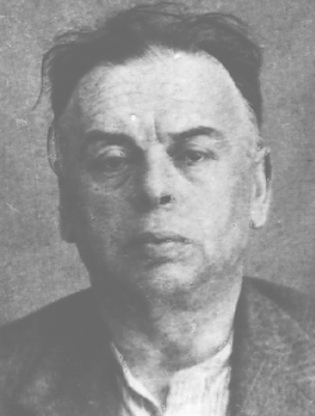
Béla Kun po aresztowaniu przez NKWD 1937

Po pobycie w Austrii 12 sierpnia 1920 roku przybył do RFSRR. 1 października 1920 objął funkcję członka Rewolucyjnej Rady Wojennej Frontu Południowego pod dowództwem Michaiła Frunzego, który przeprowadził ostatnią operację rosyjskiej wojny domowej w Europie - przeciwko Armii Rosyjskiej gen Piotra Wrangla. Po przełamaniu obrony Perekopu i zajęciu Krymu 16 listopada 1920 roku Kun został przewodniczącym Krymskiego Komitetu Rewolucyjnego, którą to funkcję sprawował do 20 lutego 1921. Razem z Rozalią Ziemlaczką – sekretarzem odpowiedzialnym Komitetu Krymskiego RKP(b)) prowadził masowe egzekucje oficerów i żołnierzy Białej Armii (którym Frunze uprzednio w zamian za poddanie przyrzekł darowanie życia), a także cywilnych mieszkańców półwyspu. Łącznie terror pochłonął przynajmniej 12 tys. ofiar.
W roku 1921 został skierowany do Niemiec, gdzie wspomagał działalność Komunistycznej Partii Niemiec. W tym samym roku został członkiem Komitetu Wykonawczego Kominternu (IKKI). Współpracował tu z takimi działaczami Międzynarodówki jak Grigorij Zinowjew, Nikołaj Bucharin i Karol Radek. W Niemczech próbował zorganizować komunistyczny zamach stanu, ale udaremniła to policja. Ponownie poddany krytyce skupił się na tworzeniu emigracyjnych struktur KPW w Berlinie, Wiedniu i Pradze. Po czasowym zatrzymaniu przez austriacką policję w Wiedniu w kwietniu 1928 roku, wyjechał do Moskwy.  
Od lipca 1924 do lutego 1926 członek Biura Organizacyjnego Komitetu Wykonawczego Kominternu, od grudnia 1926 – do lipca 1928 zastępca członka Prezydium Komitetu Wykonawczego Kominternu, od 3 września 1928 do lipca 1935 członek Prezydium Komitetu Wykonawczego Kominternu, na VII Kongresie Kominternu (VII 1935) usunięty z władz organizacji. Następnie pracował w wydawnictwie Goslit jako tłumacz publikacji węgierskich.
W okresie „wielkiej czystki” 28 lipca 1937 roku aresztowany przez NKWD, 29 sierpnia 1938 roku skazany na śmierć przez Kolegium Wojskowe Sądu Najwyższego ZSRR z zarzutu o „kierowanie kontrrewolucyjną organizacją terrorystyczną”. Rozstrzelany tego samego dnia w Kommunarce pod Moskwą, pochowany anonimowo.
Zrehabilitowany 2 lipca 1955 roku postanowieniem Kolegium Wojskowego SN ZSRR.
W 1927 odznaczony Orderem Czerwonego Sztandaru.